# Senecaville
Senecaville és una població dels Estats Units a l'estat d'Ohio. Segons el cens del 2000 tenia 453 habitants.

## Demografia
Segons el cens del 2000, Senecaville tenia 453 habitants, 176 habitatges, i 121 famílies. La densitat de població era de 356,9 habitants/km².
Dels 176 habitatges en un 34,7% hi vivien nens de menys de 18 anys, en un 52,8% hi vivien parelles casades, en un 10,2% dones solteres, i en un 30,7% no eren unitats familiars. En el 26,7% dels habitatges hi vivien persones soles l'11,4% de les quals corresponia a persones de 65 anys o més que vivien soles. El nombre mitjà de persones vivint en cada habitatge era de 2,57 i el nombre mitjà de persones que vivien en cada família era de 3,14.
Per edats la població es repartia de la següent manera: un 27,2% tenia menys de 18 anys, un 7,3% entre 18 i 24, un 31,1% entre 25 i 44, un 21,4% de 45 a 60 i un 13% 65 anys o més.
L'edat mediana era de 36 anys. Per cada 100 dones de 18 o més anys hi havia 89,7 homes.
La renda mediana per habitatge era de 27.813 $ i la renda mediana per família de 31.583 $. Els homes tenien una renda mediana de 25.000 $ mentre que les dones 17.361 $. La renda per capita de la població era de 12.559 $. Aproximadament el 12% de les famílies i el 17,2% de la població estaven per davall del llindar de pobresa.

## Poblacions més properes
El següent diagrama mostra les poblacions més properes.